# Coelocorynus desfontainei
Coelocorynus desfontainei är en skalbaggsart som beskrevs av Franz Antoine 1999. Coelocorynus desfontainei ingår i släktet Coelocorynus och familjen Cetoniidae. Inga underarter finns listade i Catalogue of Life.